# Marvin Brown
Marvin Brown (11 de maio de 1974) é um ex-futebolista hondurenho que atuava como atacante.

## Carreira
Marvin Brown integrou a Seleção Hondurenha de Futebol na Copa América de 2001.

## Títulos
Seleção Hondurenha
- Copa América de 2001: 3º Lugar